# Палеоэкология

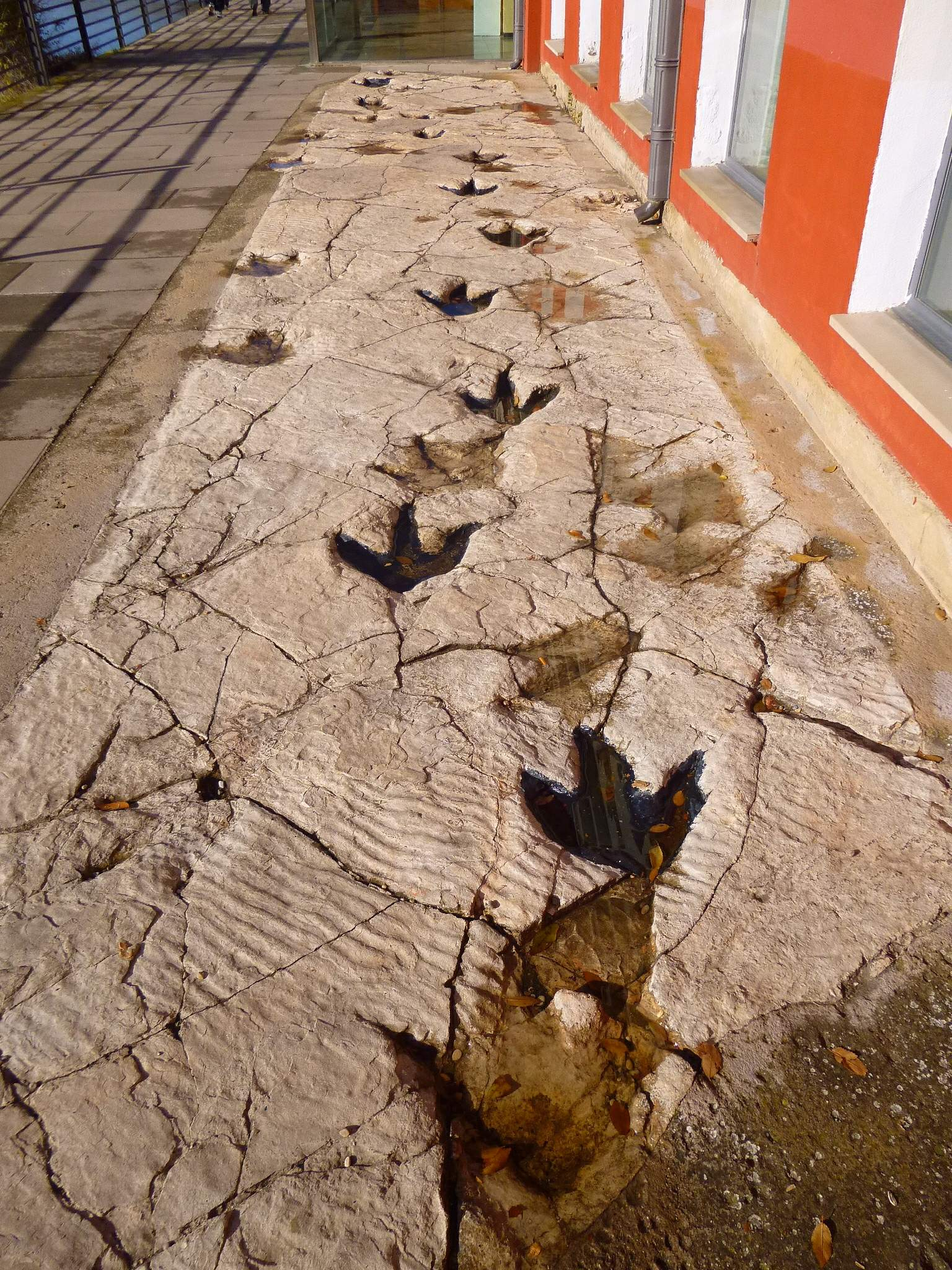
Копия следов теропод из экспозиции Дома наук города Логроньо (Испания).

Палеоэколо́гия (от др.-греч. παλαιος (старый) + οἶκος (жилище, дом) + λογία (учение, наука)) — раздел палеонтологии, изучающий условия и среду обитания, жизнь и взаимоотношения организмов геологического прошлого, а также их изменения в процессе исторического развития.

## Основоположники палеоэкологии
Начало палеоэкологии, как науки во многом было положено работой американского палеонтолога Дж. Г. Симпсона — Tempo and Mode in Evolution, вошедшей также в, так называемую, синтетическую теорию эволюции. Заметную роль сыграли исследования бельгийского палеонтолога Л. Долло, называвшего их этолого-палеонтологическими, и австрийского учёного О. Абеля, предложившего термин «палеобиология», который лишь впоследствии был заменён термином «Палеоэкология».
Среди российских деятелей науки, внесших вклад в становление палеоэкологии выделяют таких, как палеонтолог В. О. Ковалевский, показавший примеры эволюционного и палеоэкологического анализа вымерших наземных позвоночных, геолог Н. И. Андрусов, исследовавший ископаемых морских и солоноватоводных беспозвоночных. Заметный вклад внесён русскими геологами и палеонтологами А. П. Карпинским и Н. Н. Яковлевым.

## Общие сведения
Основная часть палеоэкологических исследований касается последних двух с половиной миллионов лет, то есть, четвертичного периода. Доминируют эпохи голоцена и плейстоцена. Это объясняется тем, что более старые сведения представлены в палеонтологической хронологии эволюции существенно хуже.
В качестве отправной точки, палеоэкологические исследования используют актуализм — методический подход предполагающий, что в различные геологический периоды действовали одни и те же экологические законы. То есть, экологию ископаемых организмов можно изучить на основе накопленных данных о родственных или подобных современных видах.
Целью палеоэкологии является построение подробной модели условий жизни древних организмов, имеющихся сегодня в ископаемом состоянии. Реконструкция осуществляется с учётом сложного взаимодействия между экологическими факторами — температурой атмосферы, питательной средой, степенью солнечного освещения и т. д. Обычно, большая часть подобной информации теряется или искажается в процессе окаменения и диагенеза вмещающих отложений. Однако, она принципиально может быть восстановлена методами статистического анализа имеющихся данных.
Являясь частью палеонтологии, палеоэкология в ходе исследовательских работ, восстанавливает условия обитания ископаемых организмов и их образ жизни, что обеспечивает другие смежные разделы ценными сведениями. Например, в геологии это помогает коррелировать отложения разных фаций и реконструирует палеографические условия для осадконакопления и образования ряда полезных ископаемых. В биологии оказалась интересной взаимосвязь таксономии с экологическим разнообразием, то есть связь разнообразия организмов и ниш, которые они занимают.
В палеоэкологии выделяют три подраздела. Это:
Палеоаутэкология — изучающая экологию отдельных организмов геологического прошлого.
Палеодемэкология — занимающаяся популяциями прошлых геологических эпох методом палеоэкологического анализа.
Палеосинэкология — исследующая биоценозы и биотопы прошлого на основе анализа ориктоценозов, то есть, совокупности окаменелых остатков ископаемых организмов в одном местонахождении, и литологии вмещающих пород.
Международным рецензируемым научным печатным органом, освещающим вопросы палеоэкологии, является выпускаемый с 1965 года издательским домом Elsevier журнал «Palaeogeography, Palaeoclimatology, Palaeoecology».

## Методы исследования

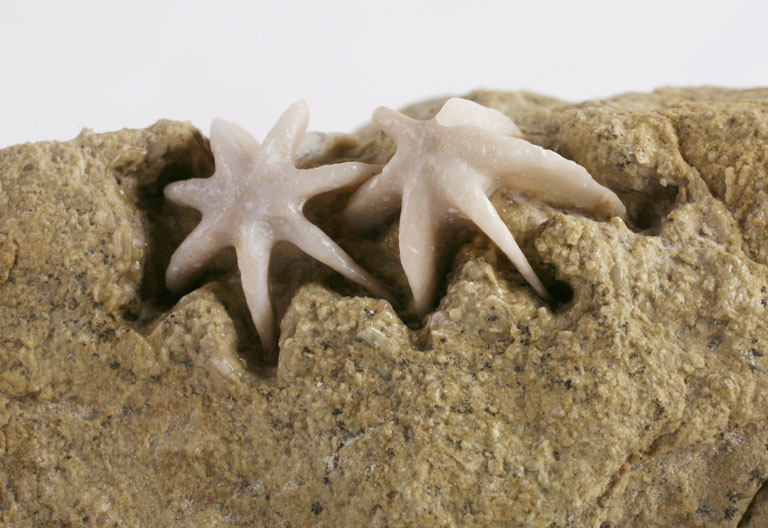
Окаменевшие лучистые мшанки из экспозиции Детского музея Индианаполиса.

Палеоэкологические исследования основаны на морфо-функциональном анализе, то есть, изучении строения скелетных остатков древних организмов. При этом удаётся частично восстановить и их образ жизни и их условия обитания. Существенное упрощение задачи происходит при максимально полном изучении всех организмов относящихся к конкретному ареалу с привлечением геологических данных.
По этой причине объектом изучения палеоэкологии являются остатки организмов (например, раковин, зубов, семян и т. п.), вопросы палеоихнологии и другие проявления жизнедеятельности (линька и т. п.), вопросы тафономии, а также геологические особенности горных пород, окружающих окаменелости. Состав пород, их структура, текстурные и геохимические характеристики позволяют восстановить многие особенности обстановки жизни древних организмов и гибели.
Следствием такого положения вещей является целесообразность одновременного проведения как палеоэкологических исследований, так и литологических. Этот подход позволяет осуществлять, например, сравнительный экологический анализ полных комплексов донных организмов в пространстве и времени, с выявлением закономерностей их распространения в пределах целых морских бассейнов. Особое значение подобный анализ имеет при изучении палеозойских и более древних организмов, когда актуалистический метод используется с большими ограничениями.